# Roland Ketzmerick
Roland Ketzmerick (* 27. März 1965 in Hanau am Main) ist ein deutscher Physiker. Ketzmerick ist Professor für Theoretische Physik an der TU Dresden.

## Leben
Roland Ketzmerick studierte Physik an der TU Darmstadt, Universität Freiburg, Purdue University, USA. Er legte die Diplomprüfung an der Universität Freiburg bei Josef Honerkamp und Hans Christian Öttinger ab und wurde dort bei Theo Geisel zum Dr. phil. nat. promoviert. Danach arbeitete er als Post-Doc an der University of California, Santa Barbara bei Walter Kohn und an der Universität Frankfurt im Sonderforschungsbereich Nichtlineare Dynamik. Von 1996 bis 2002 war er am Max-Planck-Institut für Strömungsforschung sowie der Universität Göttingen angestellt. In dieser Zeit bekam er 1999 den Otto-Klung-Weberbank-Preis für Physik, welcher an herausragende jüngere deutsche Wissenschaftler verliehen wird. Seit 2002 ist er Professor für Computational physics an der TU Dresden.
Seit 2010 ist Ketzmerick "Max-Planck-Fellow" am Max-Planck-Institut für Physik komplexer Systeme. Der Status als Max-Planck-Fellow ist auf fünf Jahre begrenzt.

## Forschungsschwerpunkte
- Quantum chaos of mixed systems – Nonlinear dynamics in semiconductor nanostructures
- Fractal spectra and quantum dynamics – Bloch electrons in magnetic fields
- Hamiltonian ratchets
- Floquet systems
- Stochastic processes and polymer melts

## Dissertation
- Roland Ketzmerick: Chaos, fraktale Spektren und Quantendynamik in Halbleiter-Mikrostrukturen. Verlag Harri Deutsch, Frankfurt am Main, Thun 1992, ISBN 978-3-8171-1260-9.